# Piazza Giuseppe Garibaldi (Rovigo)
Piazza Giuseppe Garibaldi, citata anche solo come piazza Garibaldi, e già piazza del Pubblico Palazzo e piazza del Teatro, è una delle due principali piazze di Rovigo, capoluogo dell'omonima provincia del Veneto e del territorio del Polesine.
Caratterizzata principalmente dal liston, la pavimentazione rialzata al centro della stessa, e dal monumento equestre dedicato a Giuseppe Garibaldi opera di Ettore Ferrari, venne ricavata dopo l'abbattimento della chiesa di Santa Giustina avvenuta all'inizio del XIX secolo e della quale è visibile, integrato nella pavimentazione, l'originale perimetro.
Alla piazza, importante testimonianza dell'evoluzione urbanistica della città, si affacciano alcuni edifici storici e culturali di Rovigo, edificati o ristrutturati da precedenti edifici, nel medesimo periodo, tra cui il palazzo del Commercio, o palazzo della borsa commerciale, con lo storico Caffè Borsa (poi Thun Caffè e prossimamente Borsari), il palazzo Ravenna, sede del Consorzio di bonifica Adige Po e caratterizzato da elementi architettonici in ghisa, e il teatro Sociale, noto palcoscenico d'opera che vide il debutto del tenore Beniamino Gigli.